# Daurance Williams
Dawrence Williams (13 maggio 1983) è un ex calciatore trinidadiano, di ruolo portiere.